# Kazys Grybauskas
Kazys Grybauskas (* 5. März 1954 in Martnonys bei Žemaitkiemis, Rajongemeinde Ukmergė) ist ein litauischer Förster und Politiker.

## Leben
Nach dem Abitur an der Mittelschule absolvierte er 1977 das Diplomstudium des Forstwirtschaft-Ingenieurwesens an der Landwirtschaftsakademie der Vytautas-Magnus-Universität und arbeitete danach im Forstamt Ukmergė als stellvertretender Forstmeister, Oberförster und Forstingenieur für Holzvorbereitung. Von 1987 bis 1989 war er Deputierter im Deputatenrat der Arbeitsleute in Ukmergė, von 2006 bis 2013 Mitglied im Rat der Rajongemeinde Ukmergė. Seit 2013 ist er Mitglied im Seimas, Mitglied des Agrarausschusses. Er wurde zum Parlament statt Julius Veselka (1943–2012) ausgewählt.
Ab 1990 war er Mitglied der LDDP und ab 2001 der LSDP.